# Mesão Frio (Santo André)
Mesão Frio (Santo André) ist eine Gemeinde (Freguesia) im Kreis (Concelho) von Mesão Frio im Norden Portugals. Sie stellt die Stadtgemeinde der Kleinstadt (Vila) Mesão Frio dar.

## Geschichte
Die Gemeinde entstand im Zuge der Gebietsreform vom 29. September 2013 durch die Zusammenlegung der ehemaligen Gemeinden Santa Cristina, São Nicolau und Vila Jusã.

## Demographie
| Freguesia | Freguesia                | Freguesia | Freguesia       | ehemalige Freguesias | ehemalige Freguesias | ehemalige Freguesias | ehemalige Freguesias |
| --------- | ------------------------ | --------- | --------------- | -------------------- | -------------------- | -------------------- | -------------------- |
| Wappen    | Freguesia                | Einwohner | Fläche in (km²) | Wappen               | Freguesia            | Einwohner            | Fläche in (km²)      |
|           | Mesão Frio (Santo André) | 1615      | 7,41            |                      | Santa Cristina       | 808                  | 5,15                 |
|           | Mesão Frio (Santo André) | 1615      | 7,41            | São Nicolau          | 482                  | 0,44                 |                      |
|           | Mesão Frio (Santo André) | 1615      | 7,41            | Vila Jusã            | 635                  | 1,82                 |                      |